# Переа, Эдиксон
Эдиксон Переа Валенсия (исп. Édixon Perea Valencia; род. 20 апреля 1984 года в Кали, Колумбия) — колумбийский футболист, нападающий. Выступал в сборной Колумбии.

## Клубная карьера
Переа воспитанник футбольного клуба «Атлетико Уила». В 2001 году он дебютировал за команду в Кубке Мустанга и с первого сезона стал основным футболистом. В 2002 году он покинул клуб и без особого успеха выступал за «Депортес Киндио» и «Депортиво Пасто». В 2003 году Эдиксон перешёл в «Атлетико Насьональ», в составе которого через год завоевал серебряные медали чемпионата. В команде он провёл два сезона и был одним из лучших её бомбардиров.
В 2005 году Переа перешёл во французский «Бордо». Сумма трансфера составила 2,5 млн евро. 20 августа в поединке против «Монако» он дебютировал в Лиге 1, заменив в конце матча Жан-Клода Даршевиля. В своем первом сезоне Эдиксон не был основным футболистом в основном выходя на замену и забил всего 1 гол, но стал обладателем серебряных медалей первенства Франции.
В 2008 году из-за отсутствия игровой практики Переа перешёл в бразильский «Гремио». В новом клубе он быстро стал набирать прежнюю форму. 7 августа в матче против «Бетима» Эдиксон забил свой первый гол в чемпионате Бразилии. 25 августа в поединке против «Фигейренсе» он сделал хет-трик. В 2010 году Переа вернулся в Европу, где заключил контракт с испанским «Лас-Пальмас». 30 октября в матче против «Понферрадина» он дебютировал за новый клуб. За новую команде Эдиксон провёл всего 10 матчей и не забил ни одного гола. По окончании сезона контракт был расторгнут и Переа на правах свободного агента перешёл в мексиканский «Крус Асуль». 14 августа 2011 года в матче против «Хагуарес Чьяпас» он дебютировал в Лиге MX. Через неделю в поединке против «Тихуаны» Эдиксон забил свой первый гол. Отыграв сезон в Мексике Переа принял предложение китайского «Чанчунь Ятай», но поиграв немного в Китае он вернулся на родину, где на правах аренды выступал за «Депортиво Кали».

## Международная карьера
В 2004 году Переа был внесен в заявку сборной Колумбии на Кубок Америки. 10 июля в первом матче группового этапа против сборной Боливии Эдиксон дебютировал за национальную команду, а также забил единственный гол в матче. Он сыграл в оставшихся четырёх встречах против сборных Перу., Коста-Рики., Аргентины. и Уругвая и завоевал четвёртое место.
В 2007 году Переа во второй раз принял участие Кубке Америки. На турнире он сыграл в матчах против сборных Парагвая, а поединке против Аргентины отметился забитым мячом.

### Голы за сборную Колумбии
| #   | Дата            | Место                                                 | Противник   | Счёт | Результат | Соревнование                     |
| --- | --------------- | ----------------------------------------------------- | ----------- | ---- | --------- | -------------------------------- |
| 01. | 10 июля 2004    | Национальный стадион (Перу), Лима, Перу               | Боливия     | 0:1  | 0:1       | Кубок Америки по футболу 2004    |
| 02. | 15 января 2005  | Мемориал Колизей, Лос-Анджелес, США                   | Южная Корея | 1:2  | 1:2       | Товарищеский матч                |
| 03. | 23 февраля 2005 | Эстадио Карлос Гонсалес, Кульякан, Мексика            | Мексика     | 1:1  | 1:1       | Товарищеский матч                |
| 04. | 4 июня 2005     | Метрополитано Роберто Мелендес, Барранкилья, Колумбия | Перу        | 0:5  | 0:5       | Чемпионат мира 2006 квалификация |
| 05. | 25 марта 2007   | Орандж Боул, Майами, США                              | Швейцария   | 0:1  | 1:3       | Товарищеский матч                |
| 06. | 23 июня 2007    | Метрополитано Роберто Мелендес, Барранкилья, Колумбия | Эквадор     | 3:1  | 3:1       | Товарищеский матч                |
| 07. | 2 июля 2007     | Хосе Энкарнасьон Ромеро, Маракайбо, Венесуэла         | Аргентина   | 0:1  | 4:2       | Кубок Америки по футболу 2007    |
| 08. | 6 февраля 2008  | Сентенарио (стадион), Монтевидео, Уругвай             | Уругвай     | 0:1  | 2:2       | Товарищеский матч                |
| 09. | 6 февраля 2008  | Сентенарио (стадион), Монтевидео, Уругвай             | Уругвай     | 0:2  | 2:2       | Товарищеский матч                |